# Skin (adhésif décoratif)
Pour les articles homonymes, voir Skin.
 (signalé en mai 2025).
Si vous disposez d'ouvrages ou d'articles de référence ou si vous connaissez des sites web de qualité traitant du thème abordé ici, merci de compléter l'article en donnant les références utiles à sa vérifiabilité et en les liant à la section « Notes et références ».
- Archive Wikiwix
- Bing
- Cairn
- DuckDuckGo
- E. Universalis
- Gallica
- Google
- G. Books
- G. News
- G. Scholar
- Persée
- Qwant
- (zh) Baidu
- (ru) Yandex
- (wd) trouver des œuvres sur Wikidata

Les skins ou stickers sont des autocollants adhésifs destinés à la personnalisation de différents objets. Ils sont notamment utilisés pour la personnalisation et la protection des appareils électroniques comme les téléphones portables, les ordinateurs portables, les lecteurs MP3 ou encore les consoles de jeux.

## Caractéristiques
Les skins ne sont pas rigides. Ce sont des produits fins qui sont fabriqués à l’aide de feuilles de vinyle. Une face est adhésive et permet l’application sur l’objet alors que l’autre face permet d’afficher un design ou une image.